# 옹진 백령도 패총
백령도 패총은 인천광역시 옹진군 백령면 진촌리에 있다. 1985년 12월 12일 옹진군의 향토유적 제2호로 지정되었다.

## 개요
1958년 이후 백령도의 사회학 및 인류학적 조사가 실시되어 진촌리에서 말등조개더미가 발견되었으며, 1981년에는 서울대 고고학과 주관으로 용기부락과 말등부락에서 신석기시대의 조개더미가 발견되었다.